# Fakulteta za šport in športno vzgojo v Novem Sadu
Fakulteta za šport in športno vzgojo (izvirno srbsko Fakultet sporta i fizičkog vaspitanja u Novom Sadu), s sedežem v Novem Sadu, je fakulteta, ki je članica Univerze v Novem Sadu.
Trenutni dekan je prof. dr. Dejan Madić. 